# 青山さつき
青山 さつき（あおやま さつき、1986年9月15日 - ）は、日本のAV女優。
趣味・特技：スポーツ・ピアノ。

## 略歴
- 2007年9月に『ハメ狂い！誘惑エロティカ 吉永なつき』でAVデビュー。

## 作品

### アダルトビデオ
吉永なつき 名義
2007年
- ハメ狂い！誘惑エロティカ 吉永なつき（9月25日、h.m.p）
- オフィスレディ乱れる美尻！ 吉永なつき（10月25日、h.m.p）
- ナースの痴女チュ→射♥ 吉永なつき（11月25日、h.m.p）
- h.m.pカウントダウン2007総決算8時間★豪華2枚組（12月10日、h.m.p）
- 潮吹きBomb！4時間（12月21日、h.m.p）
- 歓楽街の欲情テクニシャン 吉永なつき（12月25日、h.m.p）

2008年
- オナニー50連発!!!!ギガMiX4時間（1月1日、h.m.p）
- ベストセレブリティモデル4時間（1月1日、h.m.p）
- プライベート ラブ☆ハメ4時間（1月21日、h.m.p）
- h.m.p新作AVガイド8時間2008冬号（1月21日、h.m.p）
- h.m.p新作AVガイド8時間2008春号（4月21日、h.m.p）
- 吉永なつき大全集2枚組6時間（5月10日、h.m.p）
- 超・ローションBomb！4時間（5月10日、h.m.p）
- ザーメン111連射!!!!ギガMiX4時間（6月10日、h.m.p）
- 騎乗位がすごいセックス4時間（7月10日、h.m.p）
- AVアイドル☆素顔のエッチ4時間（7月21日、h.m.p）
- 好きなところにぶっかけて!!50発ギガMiX4時間（8月21日、h.m.p）
- E-Lady いい女とセックス4時間（8月21日、h.m.p）
- エロヌキ☆病院のひみつ4時間（9月21日、h.m.p）
- THE BEST SEX 驚異のセックス!!!ベスト3（10月10日、h.m.p）
- 決定的瞬間!! マジイキギガMiX 4時間（12月21日、h.m.p）

2009年
- M男S女 女性上位おまかせ4時間（8月21日、h.m.p）

青山さつき 名義
2009年
- 初夏のSOD大感謝祭 女子社員も!あの有名女優も!その友達も!全員集合でハレンチゲーム満載SP（7月9日、SODクリエイト）共演:佐伯奈々、黒澤愛希、しおり、いずみ、内田美樹、ゆうこ、とも、かおり
- 団地妻寝盗られ中出しレイプ（7月10日、TMA）…他出演:有沢実紗、黒木真夕、女池さゆり
- 人妻緊縛競泳水着 2（7月17日、GLAY'z）…他出演:女池さゆり
- THE GEISHA（7月19日、ROOKIE）…他出演:小澤マリア、楓まお
- 尻伝説 青山さつき（8月12日、実録出版）